# Observatorio Las Campanas
Observatorio Las Campanas (LCO), es un observatorio astronómico operado por el Instituto Carnegie de Washington. Está localizado en la cordillera de los Andes de la Región de Atacama, a 27 kilómetros al norte del Observatorio de La Silla (ubicado en la Región de Coquimbo), y la ciudad más cercana al observatorio es Vallenar, Chile.

## Telescopios
- Telescopio Gigante de Magallanes (proyectado)
- Telescopios Magallanes - Gemelos de 6,5 m, bautizados Walter Baade (15 de septiembre de 2000) y Landon Clay (7 de septiembre de 2002)
- Telescopio Irénée du Pont (1977) - 2.5m
- Telescopio Henrietta Swope (1971) - 1m

## Galería de fotos

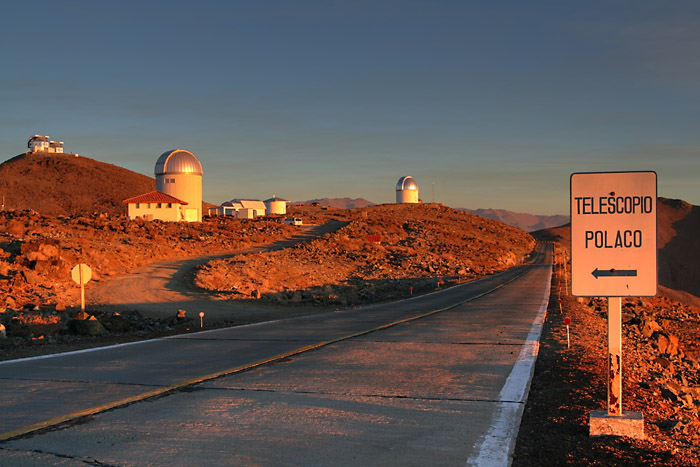
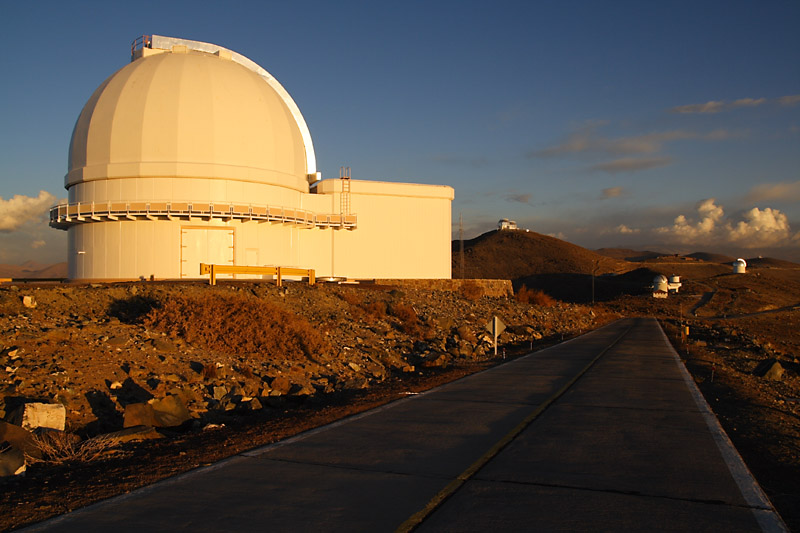
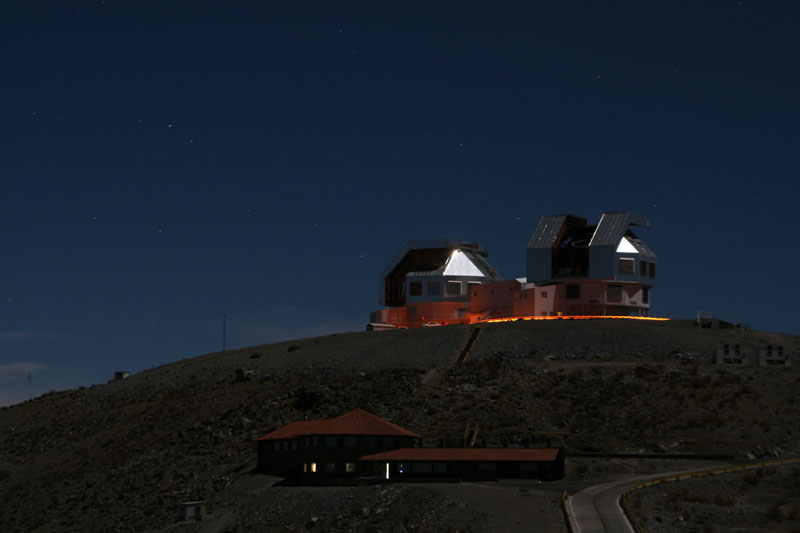
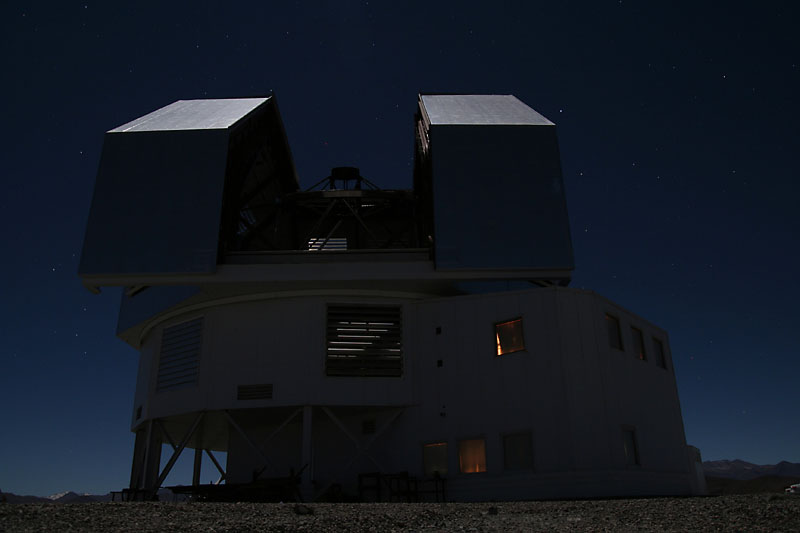
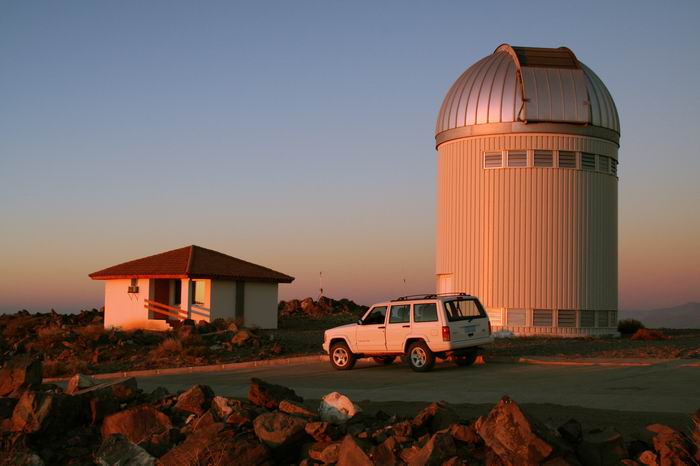
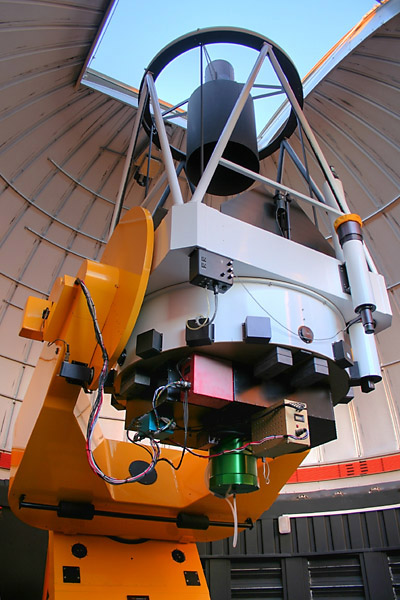
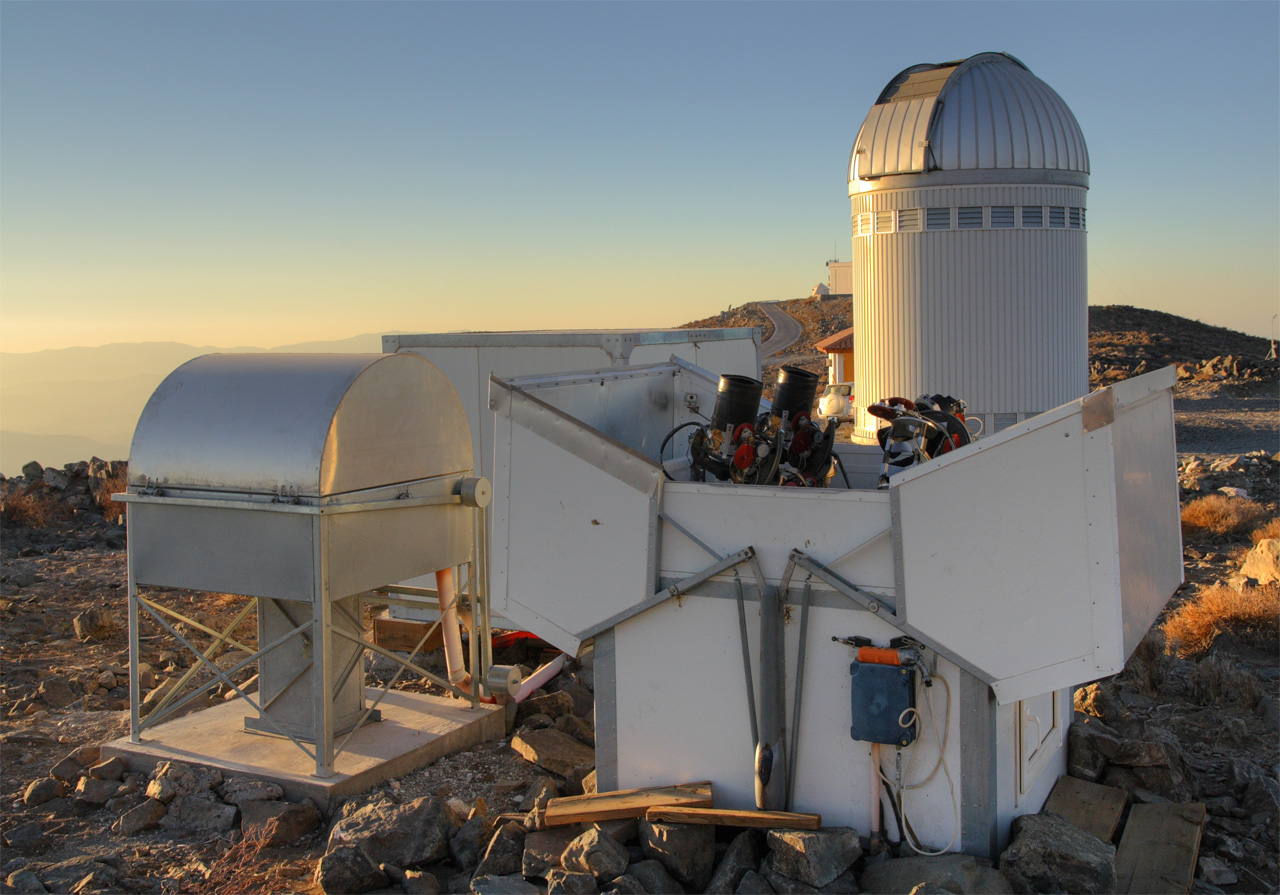